# اچی، اویز
اچی، اویز (به فرانسوی: Achy, Oise) یک کامین در فرانسه است که در Canton of Marseille-en-Beauvaisis واقع شده‌است.

## خصوصیات
اچی ۱۲٫۷ کیلومترمربع مساحت و ۳۳۴ نفر جمعیت دارد.